# Октахлорид триниобия
Октахлорид триниобия — неорганическое соединение, 
соль металла ниобия и соляной кислоты
с формулой Nb3Cl8,
чёрно-зелёные кристаллы,
не растворяется в воде, кислотах и щелочах.

## Получение
- Спекание ниобия и свежеполученного хлорида ниобия(V) в градиенте температур:

{\displaystyle {\mathsf {7Nb+8NbCl_{5}\ {\xrightarrow {670-700^{o}C}}\ 5Nb_{3}Cl_{8}}}}
- Пропускание хлористого водорода над нагретым ниобием в градиенте температур:

{\displaystyle {\mathsf {7Nb+28HCl\ {\xrightarrow {800^{o}C}}\ Nb_{3}Cl_{8}+4NbCl_{5}+14H_{2}}}}
- Восстановление водородом хлорида ниобия(V):

{\displaystyle {\mathsf {6NbCl_{5}+7H_{2}\ {\xrightarrow {145^{o}C}}\ 2Nb_{3}Cl_{8}+14HCl}}}

## Физические свойства
Октахлорид триниобия образует чёрно-зелёные кристаллы
гексагональной сингонии, 
пространственная группа P 3m1, 
параметры ячейки a = 0,6744 нм, c = 1,2268 нм, Z = 2.
Имеет большую область гомогенности NbCl2,67÷3,13.
Не растворяется в воде, кислотах и щелочах, устойчив на воздухе.